# Superbike-Weltmeisterschaft 2000
Die Superbike-WM-Saison 2000 war die 13. in der Geschichte der FIM-Superbike-Weltmeisterschaft. Bei 13 Veranstaltungen wurden 26 Rennen ausgetragen.

## Punkteverteilung
Weltmeister wird derjenige Fahrer beziehungsweise der Hersteller, der bis zum Saisonende die meisten Punkte in der Weltmeisterschaft angesammelt hat. Bei der Punkteverteilung werden die Platzierungen im Gesamtergebnis des jeweiligen Rennens berücksichtigt. Die fünfzehn erstplatzierten Fahrer jedes Rennens erhalten Punkte nach folgendem Schema:
| Punkteverteilung | Punkteverteilung | Punkteverteilung | Punkteverteilung | Punkteverteilung | Punkteverteilung | Punkteverteilung | Punkteverteilung | Punkteverteilung | Punkteverteilung | Punkteverteilung | Punkteverteilung | Punkteverteilung | Punkteverteilung | Punkteverteilung | Punkteverteilung |
| ---------------- | ---------------- | ---------------- | ---------------- | ---------------- | ---------------- | ---------------- | ---------------- | ---------------- | ---------------- | ---------------- | ---------------- | ---------------- | ---------------- | ---------------- | ---------------- |
| Platz            | 1                | 2                | 3                | 4                | 5                | 6                | 7                | 8                | 9                | 10               | 11               | 12               | 13               | 14               | 15               |
| Punkte           | 25               | 20               | 16               | 13               | 11               | 10               | 9                | 8                | 7                | 6                | 5                | 4                | 3                | 2                | 1                |

In die Wertung kamen alle erzielten Resultate.

## Wissenswertes
- In Südafrika wurde der Sieger des zweiten Laufes, Noriyuki Haga, wegen einer positiven Dopingprobe disqualifiziert. Neuer Dritter wurde Troy Corser. Ein Protest Hagas gegen diese Entscheidung, der über die gesamte Saison lief, war erfolglos. Zusätzlich durfte er bei der letzten Saisonveranstaltung in Brands Hatch nicht an den Start gehen.
- Die Veranstaltung in Brands Hatch ersetzte die ursprünglich in Imola geplanten Läufe.
- In Australien verunglückte der vierfache Weltmeister Carl Fogarty bei einem Zusammenprall beim Überrunden schwer und zog sich unter anderem eine Schulterverletzung zu, die ihn in der Folge zum Karriereende zwang. Seinen Platz im Ducati-Werksteam nahm der Australier Troy Bayliss ein.

## Rennergebnisse
|    | Datum  | Rennen             | Strecke        | Pole-Position | Lauf | Platz 1             | Platz 2             | Platz 3              | Schn. Rennrunde     |
| -- | ------ | ------------------ | -------------- | ------------- | ---- | ------------------- | ------------------- | -------------------- | ------------------- |
| 1  | 02.04. | Südafrika          | Kyalami        | Troy Corser   | 1    | Colin Edwards       | Noriyuki Haga       | Carl Fogarty         | Colin Edwards       |
| 1  | 02.04. | Südafrika          | Kyalami        | Troy Corser   | 2    | Colin Edwards*      | Pierfrancesco Chili | Troy Corser          | Carl Fogarty        |
| 2  | 23.04. | Australien         | Phillip Island | Troy Corser   | 1    | Anthony Gobert      | Carl Fogarty        | Vittoriano Guareschi | Carl Fogarty        |
| 2  | 23.04. | Australien         | Phillip Island | Troy Corser   | 2    | Troy Corser         | Noriyuki Haga       | Pierfrancesco Chili  | Troy Corser         |
| 3  | 30.04. | Japan              | Sugo           | Colin Edwards | 1    | Hitoyasu Izutsu     | Noriyuki Haga       | Pierfrancesco Chili  | Akira Ryō           |
| 3  | 30.04. | Japan              | Sugo           | Colin Edwards | 2    | Hitoyasu Izutsu     | Wataru Yoshikawa    | Colin Edwards        | Hitoyasu Izutsu     |
| 4  | 14.05. | Großbritannien     | Donington      | Colin Edwards | 1    | Colin Edwards       | Pierfrancesco Chili | Neil Hodgson         | Pierfrancesco Chili |
| 4  | 14.05. | Großbritannien     | Donington      | Colin Edwards | 2    | Neil Hodgson        | Chris Walker        | Pierfrancesco Chili  | Colin Edwards       |
| 5  | 21.05. | Italien            | Monza          | Colin Edwards | 1    | Pierfrancesco Chili | Colin Edwards       | Akira Yanagawa       | Pierfrancesco Chili |
| 5  | 21.05. | Italien            | Monza          | Colin Edwards | 2    | Colin Edwards       | Pierfrancesco Chili | Akira Yanagawa       | Pierfrancesco Chili |
| 6  | 04.06. | Deutschland        | Hockenheim     | Colin Edwards | 1    | Troy Bayliss        | Akira Yanagawa      | Noriyuki Haga        | Pierfrancesco Chili |
| 6  | 04.06. | Deutschland        | Hockenheim     | Colin Edwards | 2    | Noriyuki Haga       | Colin Edwards       | Pierfrancesco Chili  | Noriyuki Haga       |
| 7  | 18.06. | San Marino         | Misano         | Troy Corser   | 1    | Troy Corser         | Troy Bayliss        | Katsuaki Fujiwara    | Troy Corser         |
| 7  | 18.06. | San Marino         | Misano         | Troy Corser   | 2    | Troy Corser         | Troy Bayliss        | Ben Bostrom          | Troy Corser         |
| 8  | 25.06. | Spanien            | Valencia       | Troy Corser   | 1    | Troy Corser         | Ben Bostrom         | Noriyuki Haga        | Troy Corser         |
| 8  | 25.06. | Spanien            | Valencia       | Troy Corser   | 2    | Noriyuki Haga       | Ben Bostrom         | Troy Bayliss         | Noriyuki Haga       |
| 9  | 09.07. | Vereinigte Staaten | Laguna Seca    | Troy Bayliss  | 1    | Noriyuki Haga       | Colin Edwards       | Troy Corser          | Noriyuki Haga       |
| 9  | 09.07. | Vereinigte Staaten | Laguna Seca    | Troy Bayliss  | 2    | Troy Corser         | Noriyuki Haga       | Ben Bostrom          | Ben Bostrom         |
| 10 | 06.08. | Europa             | Brands Hatch   | Neil Hodgson  | 1    | Troy Bayliss        | Neil Hodgson        | Chris Walker         | Neil Hodgson        |
| 10 | 06.08. | Europa             | Brands Hatch   | Neil Hodgson  | 2    | Neil Hodgson        | Troy Bayliss        | Pierfrancesco Chili  | Neil Hodgson        |
| 11 | 03.09. | Niederlande        | Assen          | Colin Edwards | 1    | Colin Edwards       | Juan Borja          | Noriyuki Haga        | Colin Edwards       |
| 11 | 03.09. | Niederlande        | Assen          | Colin Edwards | 2    | Noriyuki Haga       | Akira Yanagawa      | Juan Borja           | Juan Borja          |
| 12 | 10.09. | Deutschland        | Oschersleben   | Colin Edwards | 1    | Colin Edwards       | Gregorio Lavilla    | Troy Bayliss         | Colin Edwards       |
| 12 | 10.09. | Deutschland        | Oschersleben   | Colin Edwards | 2    | Colin Edwards       | Troy Bayliss        | Akira Yanagawa       | Troy Bayliss        |
| 13 | 15.10. | Großbritannien     | Brands Hatch   | Neil Hodgson  | 1    | John Reynolds       | Troy Bayliss        | Chris Walker         | Colin Edwards       |
| 13 | 15.10. | Großbritannien     | Brands Hatch   | Neil Hodgson  | 2    | Colin Edwards       | Pierfrancesco Chili | Troy Corser          | Colin Edwards       |

* = Der eigentliche Sieger Noriyuki Haga wurde später disqualifiziert

## Fahrerwertung
| 1  | Colin Edwards        | Honda VTR1000 SP            | Castrol Honda                          | 400 |
| 2  | Noriyuki Haga        | Yamaha YZF-R7               | Yamaha WSBK                            | 335 |
| 3  | Troy Corser          | Aprilia RSV Mille           | Aprilia Axo                            | 310 |
| 4  | Pierfrancesco Chili  | Suzuki GSX-R 750            | Suzuki Alstare                         | 258 |
| 5  | Akira Yanagawa       | Kawasaki ZX-7RR             | Kawasaki Racing                        | 247 |
| 6  | Troy Bayliss         | Ducati 996                  | Ducati Infostrada                      | 243 |
| 7  | Ben Bostrom          | Ducati RS 996               | Ducati NCR                             | 174 |
| 8  | Aaron Slight         | Honda VTR1000 SP            | Castrol Honda                          | 153 |
| 9  | Katsuaki Fujiwara    | Suzuki GSX-R 750            | Suzuki Alstare                         | 151 |
| 10 | Gregorio Lavilla     | Kawasaki ZX-7RR             | Kawasaki Racing                        | 133 |
| 11 | Juan Borja           | Ducati 996                  | Ducati Infostrada                      | 123 |
| 12 | Neil Hodgson         | Ducati RS 996               | INS - GSE Racing                       | 99  |
| 13 | Andreas Meklau       | Ducati 996 RS2000           | Gerin WSBK                             | 91  |
| 14 | Chris Walker         | Suzuki GSX-R 750            | National Tyres Clar.                   | 82  |
| 15 | Alessandro Antonello | Aprilia RSV Mille           | Aprilia Axo                            | 72  |
| 16 | Robert Ulm           | Ducati 996 RS2000           | Gerin WSBK                             | 67  |
| 17 | John Reynolds        | Ducati 996 RS               | Revè Red Bull                          | 57  |
| 18 | Haruchika Aoki       | Ducati RS 996               | R & D Bieffe                           | 56  |
| 19 | Hitoyasu Izutsu      | Kawasaki ZX-7RR             | Kawasaki Racing                        | 50  |
| 20 | Vittoriano Guareschi | Yamaha YZF-R7               | Yamaha WSBK                            | 46  |
| 21 | Giovanni Bussei      | Kawasaki ZX-7RR             | Kawasaki Bertocchi                     | 44  |
| 22 | Peter Goddard        | Kawasaki ZX-7RR             | Kawasaki Racing                        | 42  |
|    | Alessandro Gramigni  | Yamaha YZF-R7               | Valli Racing 391                       | 42  |
| 24 | Wataru Yoshikawa     | Yamaha YZF-R7               | Yamaha Racing                          | 39  |
| 25 | Anthony Gobert       | Bimota SB8R / Yamaha YZF-R7 | MVR Bimota Exp. / Virgin Mobile Yamaha | 37  |
| 26 | Carl Fogarty         | Ducati 996                  | Ducati Infostrada                      | 36  |

| 27 | Lucio Pedercini    | Ducati RS 996                      | Pedercini                       | 33 |
| 28 | James Haydon       | Ducati RS 996                      | Revè Red Bull                   | 24 |
| 29 | Akira Ryō          | Suzuki GSX-R 750                   | Suzuki                          | 20 |
| 30 | Simon Crafar       | Honda VTR1000 SP / Kawasaki ZX-7RR | Castrol Honda / Kawasaki Racing | 20 |
| 31 | Keiichi Kitagawa   | Suzuki GSX-R 750                   | Suzuki                          | 18 |
|    | Mauro Sanchini     | Ducati RS 996                      | Pedercini                       | 18 |
| 33 | Lance Isaacs       | Ducati RS 996                      | Ducati NCR                      | 17 |
| 34 | Markus Barth       | Yamaha YZF-R7                      | Alpha Technik Yamaha            | 16 |
| 35 | Doriano Romboni    | Ducati RS 996                      | R & D Bieffe                    | 14 |
|    | Jürgen Oelschläger | Yamaha YZF-R7                      | Alpha Technik Yamaha            | 14 |
| 37 | Tamaki Serizawa    | Kawasaki ZX-7RR                    | Kawasaki Racing                 | 9  |
|    | Makoto Tamada      | Honda RVF750 RC45                  | Kotake RSC                      | 9  |
| 39 | Steve Plater       | Kawasaki ZX-7RR                    | Kawasaki UK                     | 7  |
| 40 | Alistair Maxwell   | Kawasaki ZX-7RR                    | SRT Shell Kawasaki              | 5  |
| 41 | John Crawford      | Suzuki GSX-R 750                   | National Tyres Clar.            | 4  |
|    | Steve Hislop       | Yamaha                             | Virgin Mobile Yamaha            | 4  |
|    | Igor Jerman        | Kawasaki ZX-7RR                    | Kawasaki Bertocchi              | 4  |
| 44 | Larry Pegram       | Ducati                             | Comp. Acc. Ducati               | 3  |
|    | Yuichi Takeda      | Honda VTR1000 SP                   | Sakurai Honda                   | 3  |
|    | Marco Borciani     | Ducati RS 996                      | Pedercini                       | 3  |
|    | Paolo Blora        | Ducati 996 R                       | DCR                             | 3  |
| 48 | Frédéric Protat    | Ducati                             | FP Racing                       | 2  |
| 49 | Igor Antonelli     | Kawasaki ZX-7RR                    | Kawasaki Bertocchi              | 1  |
|    | Gérald Muteau      | Honda VTR1000 SP                   | Philippe Coulon                 | 1  |
|    | Manabu Kamada      | Honda VTR1000 SP                   | Castrol Honda                   | 1  |

## Konstrukteurswertung
| 1 | Ducati   | 439 |
| 2 | Honda    | 415 |
| 3 | Yamaha   | 368 |
| 4 | Suzuki   | 342 |
| 5 | Kawasaki | 334 |
| 6 | Aprilia  | 315 |
| 7 | Bimota   | 37  |